# Line Rider
 (novembre 2020).
Line Rider est un jeu vidéo qui a été développé en Flash à l'origine par Boštjan Čadež (aussi connu comme « fšk »). Ce jeu consiste à dessiner une ou plusieurs lignes dans la zone de jeu, et ainsi créer une piste. Cette piste est ensuite utilisée pour y faire glisser un personnage sur une luge sans le faire chuter. Progressivement, les pistes peuvent devenir très complexes et comporter des loopings, d'autres obstacles ; elles peuvent également exploiter quelques bugs du jeu pour un résultat plus spectaculaire. Le jeu a connu un certain succès : plusieurs communautés se sont mises en place et de nombreuses vidéos s'échangent sur des sites comme Dailymotion ou YouTube.
En décembre 2006, les droits du jeu ont été rachetés par InXile Entertainment, aboutissant à la création d'un nouveau site officiel et à la sortie d'un jeu vidéo beaucoup plus complet (Line Rider 2: Unbound) sur ordinateur, Nintendo DS et Nintendo Wii. En mars 2007 InXile et In-Fusio ont annoncé la signature d'un accord pour le développement et la distribution de l'adaptation du jeu sur téléphone portable.

## Version originale
La version originale ne disposait que de peu d'outils : dessiner une ligne, lancer la glisse, effacer tous les éléments et se déplacer à travers la zone de jeu bien que des circuits très complets aient été réalisés avec.
Une deuxième bêta a vu le jour, se hissant au niveau de la version ZaDa, avec l'arrivée entre autres, de lignes « accélérantes » et de décors, une gomme à effacer, la possibilité de tracer des lignes droites, de déplacer le point de départ ainsi que d'agrandir ou rétrécir le champ de vision et faire des ralentis lors de la simulation.
Une version bêta 3 est sortie en 2010 et offre 2 nouveaux types de lignes et permet de choisir entre 4 personnages : le personnage standard, un personnage féminin rose, un personnage avec l'écharpe verte et un autre personnage féminin. Deux personnages (une citrouille et un zombie) ont été créés pour Halloween. Ces 2 personnages sont plus légers et plus fragiles (leurs membres se détachent et la tête tombe souvent).
Cette version permet de mettre 2 personnages en même temps.

## Versions modifiées
En partant du constat du peu de fonctionnalités de la version originale, plusieurs fans ont alors modifié le jeu. La modification la plus courante actuellement est la version ZaDa, conçue par la communauté canadienne. À sa version 1.3, Line Rider ZaDa a été retiré car InXile Entertainment apposa un droit d'auteur sur Line Rider car la compagnie a racheté Line Rider de son créateur. Désormais, toute version dont le code original est modifié est interdite et aucun site ne peut contenir directement Line Rider ; il faut mettre un lien vers le site officiel (sauf dans de rares exceptions) et en fin de compte, linerider.ca a fermé.
Disponible en version bêta sous le nom de Line Adventures, ZadaRider est la nouvelle version après la ZaDa, mais cette fois avec le code entièrement refait. Elle comporte bien plus d'éléments que les autres versions réunies, comme la possibilité de dessiner les lignes du décor en couleur, de régler la taille de la ligne à dessiner, et également une touche du clavier qui permet de faire avancer le lugeur, tout en dessinant son parcours.
La version 1883.0 (2022) rajoute plusieurs paramètres comme le "Playback Preview", le "Lock Track Lines" et plein d'autres !

## Figures fondamentales
- Nose : Le Rider glisse sur le devant de la luge
- Wheeling : Le Rider glisse sur l'arrière de la luge
- Backflip et Frontflip : Salto avant ou arrière
- Looping : Le Rider fait une boucle, comme dans un parcours de montagnes russes

## Figures spéciales
Cette liste regroupe quelques-uns des figures réalisables dans le jeu :
- L'ascenseur : Le lugeur reste accroché entre 2 lignes, et avance tout seul.
- Le looping Nose : Le Rider fait un Nose tout en faisant un looping.
- La technique gravité : Il s'agit d'une catégorie de figures où le Rider est attiré par une ligne. Cette technique, utilisée pour « propulser » le personnage, est difficile à maîtriser et le joueur peut prendre entre 10 secondes et cinq minutes pour tracer une ligne.
- L'Undernose : Il s'agit encore là d'un mélange entre le Nose et la technique gravité qui donne l'impression de circuler sur une ligne à l'envers en prenant la position Nose.
- Le stall : Une partie du Rider (main, corde, pied) reste accroché à une ou plusieurs lignes.
- Montain King : Plusieurs plateformes sont séparées. Le joueur doit aller les atteindre de justesse.

## Types de lignes
- Les lignes bleues : aucun effet spécial.
- Les lignes rouges : offre une accélération au personnage.
- Les lignes vertes : lignes transparentes, le personnage passe à travers. Elles peuvent être utilisées pour le décor.
- Les lignes brunes : le personnage ralentit sur ces lignes.
- Les lignes roses : ces lignes s'effondrent une fois le personnage passé dessus.